# Serrigny
Serrigny ist eine französische Gemeinde mit 115 Einwohnern (Stand 1. Januar 2022) im Département Yonne in der Region Bourgogne-Franche-Comté (vor 2016 Bourgogne) im Osten Frankreichs. Die Gemeinde gehört zum Arrondissement Avallon und zum Kanton Tonnerrois (bis 2015 Tonnerre). 

## Geografie
Serrigny liegt etwa 32 Kilometer ostnordöstlich von Auxerre. Umgeben wird Serrigny von den Nachbargemeinden Tissey im Norden und Nordwesten, Tonnerre im Norden und Osten, Viviers im Süden, Béru im Süden und Südwesten, Fleys im Südwesten sowie Collan im Westen.
Die Gemeinde liegt im Weinbaugebiet Bourgogne.

## Bevölkerungsentwicklung
| Jahr                      | 1962 | 1968 | 1975 | 1982 | 1990 | 1999 | 2006 | 2013 |
| ------------------------- | ---- | ---- | ---- | ---- | ---- | ---- | ---- | ---- |
| Einwohner                 | 143  | 126  | 111  | 120  | 118  | 135  | 111  | 121  |
| Quelle: Cassini und INSEE |      |      |      |      |      |      |      |      |

## Sehenswürdigkeiten

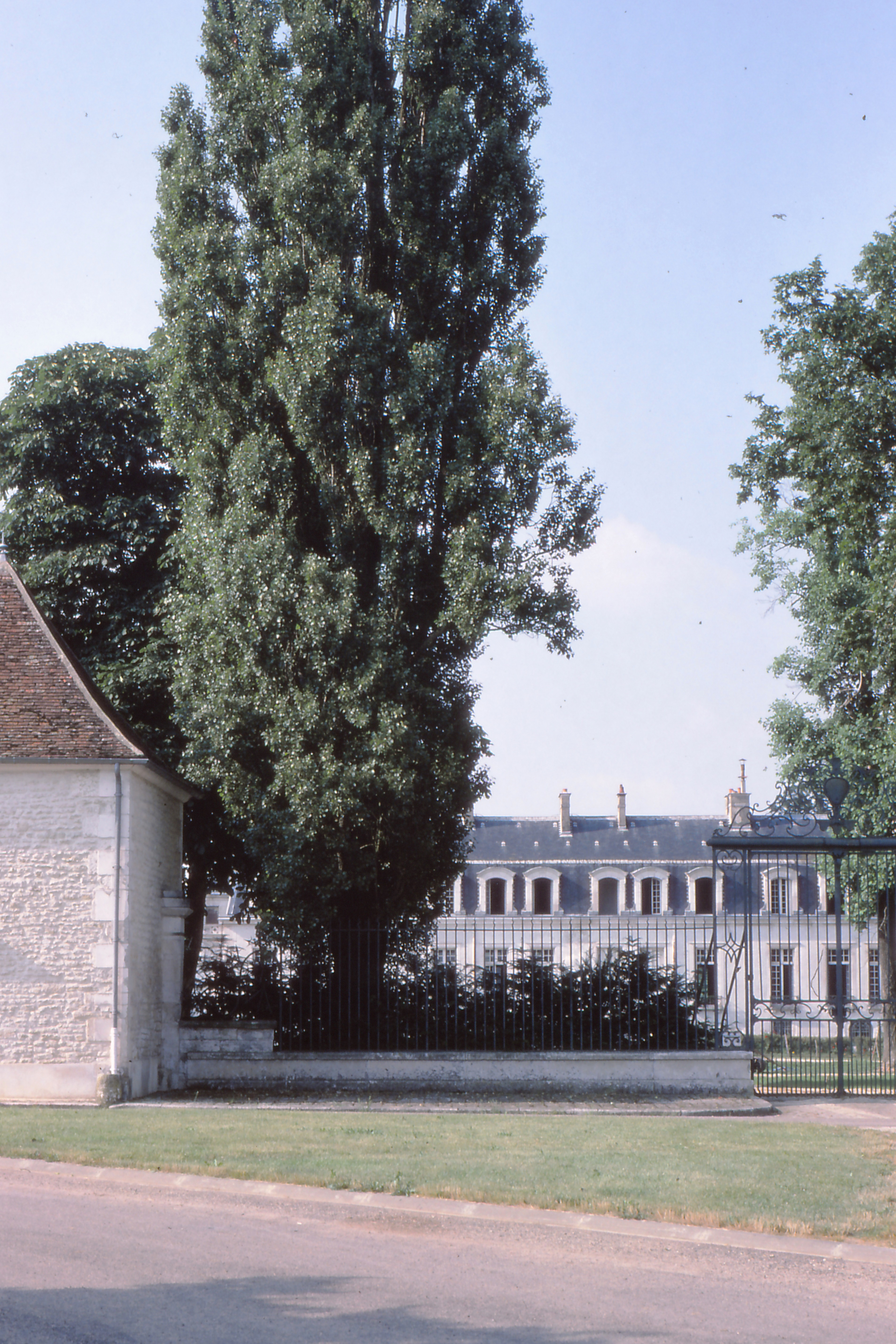
Schloss Serrigny

- Kirche Notre-Dame-de-l’Assomption
- Schloss Serrigny